# Koninkrijk Yaka

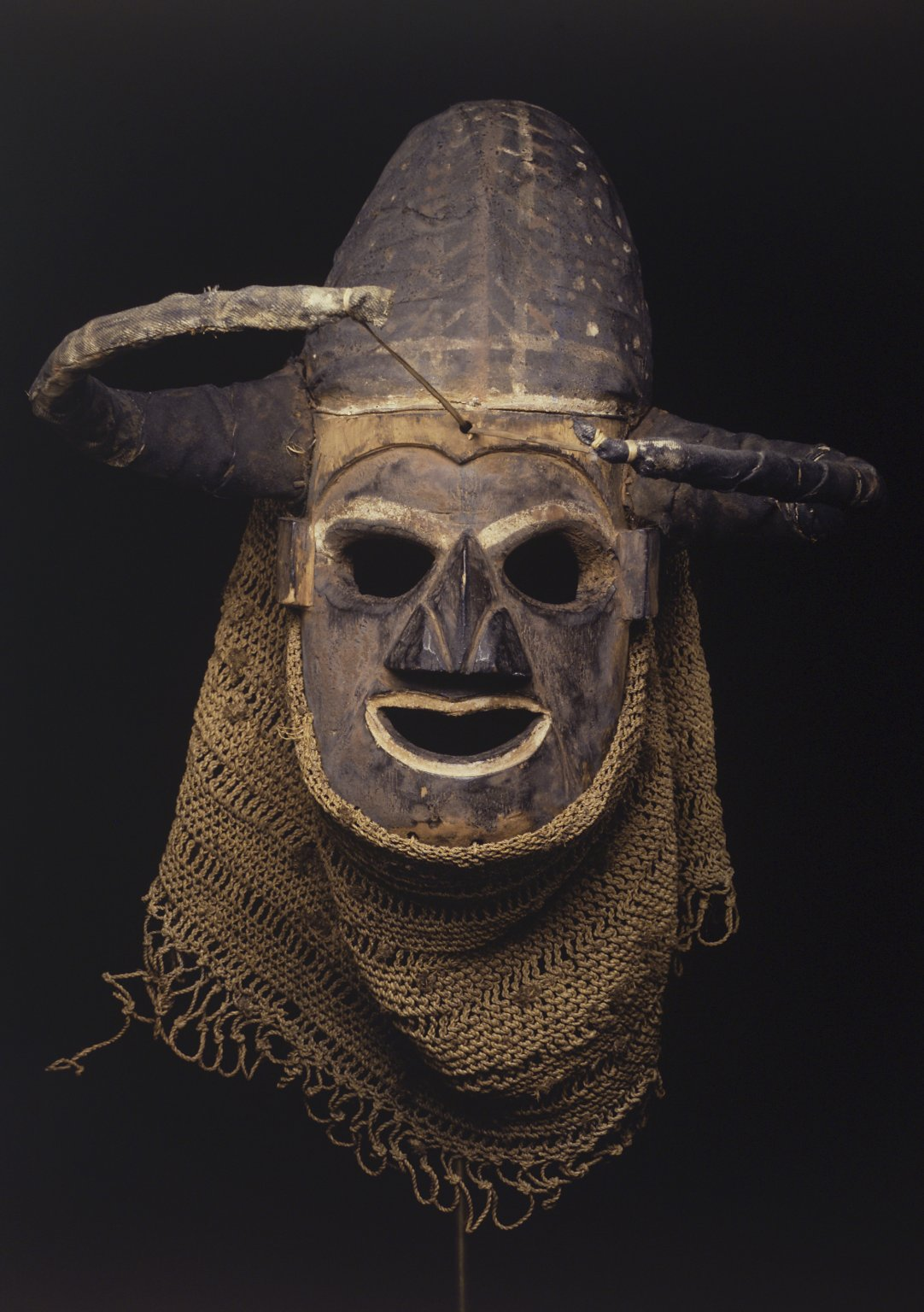
Een Yaka masker in het Brooklyn Museum.

Het Koninkrijk Yaka was een historisch koninkrijk in de regio Kwango van de Democratische Republiek Congo, opgericht in de 17e eeuw door Lunda-stammen die het gebied binnenvielen en zich vermengden met de lokale Kongo-stammen. Het koninkrijk ontstond door diplomatieke en organisatorische inspanningen van Koning Kabamba, die leidde tot de verenigde soevereiniteit van de Yaka, die zowel Kongo- als Lunda-elementen in hun cultuur en bestuur integreerden. 

## Geschiedenis

### Exodus en oprichting van het Koninkrijk Yaka
In de 17e eeuw leidde koning Kabamba de westwaartse migratie van de Lunda naar de regio Kwango, in het Koninkrijk Kongo. Sommige Lunda-groepen waren al eerder naar dit gebied gekomen. Deze stammen stonden bekend om hun diplomatieke vaardigheden, sociale structuren en organisatorisch vermogen, wat hen in staat stelde om in de 17e eeuw het Koninkrijk Yaka op te richten en in contact te komen met de al gevestigde Kongo-gemeenschappen. De Lunda maakten meer gebruik van diplomatie dan van strijd om de integratie van de twee volkeren, Lunda en Kongo, binnen het Koninkrijk Yaka te bevorderen.
De naam "Yaka" werd door de Kongo gegeven aan hun krijgers. Toen de Lunda arriveerden, was het Koninkrijk Kongo al verzwakt door Portugese invallen. De weerstand die de Lunda in de regio Kwango ondervonden, kwam voornamelijk van geïsoleerde Kongo-stammen, zoals de Mbala, Tsamba, Hungana, Pindi en Ngongo, eerder dan van een verenigd koninkrijk Kongo. De Lunda, die als "vreemdelingen" werden beschouwd, kregen van de Kongo de naam "Iluwa" (vreemdelingen) of "Bayaka" (mensen die kogels en pijlen opvangen). Dit gebeurde omdat de Lunda en de Kongo-krijgers veel overeenkomsten vertoonden, waardoor zij vergelijkbare titels kregen.
De Lunda, die streefden naar de integratie van lokale stammen die niet waren gevlucht of die niet wilden vechten, namen de naam "Yaka" aan. Dit vergemakkelijkte hun integratie en werd een titel die hen niet alleen status verleende, maar ook de identiteit versterkte als leden van de nieuwe gemeenschap.
De Lunda begonnen ook de Kongo-taal over te nemen, wat resulteerde in het ontstaan van Kiyaka, een taal die afgeleid is van het Kikongo. Daarnaast trouwden Lunda-leiders met Kongo-vrouwen, en hun nakomelingen identificeerden zich vaak meer als Yaka dan als Lunda. Daardoor werd de naam Yaka een algemene identiteit voor zowel de Lunda als de Kongo die onder het gezag van de Kabamba-Lunda in de regio’s Kabamba-Lunda, Kenge en Popokabaka woonden.
De Lunda-groepen die uit Nzofu afkomstig waren en later in Kahemba aankwamen, behielden echter hun Lunda-identiteit en taal. In het gebied Feshi, waar in het midden van de 18e eeuw de Basuku zich vestigden, was er sprake van een scheiding van de invloed van Kabamba-Lunda. De leider van de Basuku, Meni Kongo, weigerde zich te onderwerpen aan de autoriteit van Kabamba-Lunda. Andere Kongo-groepen, zoals de Mbala, Tsamba, Hungana, Pindi en Ngongo, waren al naar Kwilu geëmigreerd en hadden gemeenschappen achtergelaten die samen met de Lunda het Koninkrijk Yaka vormden. De vijf gebieden die Kwango vormen, zijn daarmee een gemengde ruimte van zowel Kongo- als Lunda-volkeren.
De verzoening tussen de Lunda en de Kongo, en daarmee het einde van de veroveringsoorlogen tussen deze groepen, werd bezegeld door een ceremonie. Tijdens deze ceremonie deelden Meni Kongo, als vertegenwoordiger van de oorspronkelijke Tsamba-clans van Feshi, en de Lunda-leiders symbolisch vlees van papegaaien, honden en katten. Aan het einde van de ceremonie werden de wapens van beide naties begraven en beloofden ze vreedzaam samen te leven.

### Contact met de Congostaat
Toen de administratie van Leopold II Kwango bereikte, nadat deze zich had gevestigd in Centraal-Kongo, was Yaka al een koninkrijk. De macht van Kabamba-Lunda was geformaliseerd en werd erkend door de verschillende volkeren in het gebied, zowel Kongo- als Lunda-groepen. Het koninkrijk strekte zich uit van Kabamba-Lunda tot Popokabaka, met vertegenwoordiging in het huidige grondgebied van Kenge. Er was vrede tussen de Bayaka (de Kongo en Lunda onder het gezag van de Kabamba-Lunda), de Basuku van Meni Kongo in Feshi en de Lunda van Nzofu in Kahemba.
Volgens Crawford Young hadden de Lunda-rijken in Kwango en Katanga de koloniale bezetting erkend als een bedreiging die moest worden weerstaan. In tegenstelling tot sommige andere groepen, die in eerste instantie relatief passief waren ten opzichte van de koloniale aanwezigheid, waren de Lunda-gemeenschappen actief in het verzetten tegen de koloniale invloeden.

### Kabamba's Weerstand Tegen de Europeanen
In 1890 arriveerde administrateur Francis Dhanis, die probeerde de Leopold-administratie in Kwango te laten aanvaarden door koning Kabamba Faustin. Het was echter niet de opvolger van Jules-Antoine Dussart die met geweld trachtte de Leopold-administratie op te leggen, maar de situatie escaleerde uiteindelijk in twee gewapende conflicten tussen de legers van Kabamba Faustin en de Force Publique van de Onafhankelijke Congostaat in 1892 en 1893. Dit markeerde een keerpunt in de stabiliteit van de lokale koninkrijken, maar de weerstand van de bevolking bleef aanhouden. Sommigen kozen ervoor naar Portugees-West-Afrika in ballingschap te gaan, terwijl anderen gedwongen werden zich naar andere gebieden, zoals Banningstad, te verplaatsen.
Koninkrijk Kongo ·
Koninkrijk Kakongo ·
Koninkrijk Soyo ·
Koninkrijk Loango ·
Sultanaat Utetera · 
Koninkrijk Yeke · 
Koninkrijk Boma · 
Mwene Muji · 
Lunda-rijk · 
Koninkrijk Kuba ·
Luba-rijk ·
Koninkrijk Kanyok ·
Koninkrijk Kalundwe ·
Koninkrijk Chokwe ·
Koninkrijk Teke ·
Koninkrijk Lele ·
Koninkrijk Suku ·
Koninkrijk Yaka ·
Koninkrijk Azende ·
Koninkrijk Mbunda ·
Koninkrijk Ngoyo ·
Koninkrijk Mbuun ·
Koninkrijk Bozanga ·
Koninkrijk Pende ·
Ngbandi staten ·
Nsapo-staten ·
Mongo-staten ·
Koninkrijk Vungu ·
Koninkrijk Ndongo ·
Geconfedereerde Staten van Mpemba ·
Zeven koninkrijken van Kongo dia Nlaza ·
Koninkrijk Mpemba Kasi ·
Koninkrijk Vunda ·
Koninkrijk Mbata ·
Koninkrijk Mpangala ·
Koninkrijk Nsundi ·
Koninkrijk Mpangu ·
Koninkrijk Kundi ·
Koninkrijk Okanga ·
Koninkrijk Matamba ·
Koninkrijk Kasanje ·
Stamstaat Mbwila